# 823 TCN
823 TCN là một năm trong lịch La Mã.